# لاين ماكلين
لاين ماكلين هو سياسي أسترالي، ولد في 14 نوفمبر 1953، وتوفي في 27 ديسمبر 2008. انتخب عضو الجمعية التشريعية لأستراليا الغربية ‏.